# Абраам Якобі
Абраам Якобі (нім. і англ. Abraham Jacobi; 6 травня 1830, Гілле, Німеччина — 10 липня 1919, Болтон Ландінг, Нью-Йорк, США) — німецький лікар та філософ.

## Біографія
Народився Абраам Якобі 6 травня 1830 року в Гілле. У 1847 році вступив до Боннського університету, який завершив у 1852 році і захистив дисертацію на ступінь доктора медицини «Роздуми про життя природних істот».
З юності захоплювалася також філософією і був членом Союзу комуністів. В 1852 году на Кельнському процесі комуністів він був одним з підсудних, але за нього і ще двох учених заступився Фрідріх Енгельс. На даному судовому процесі суд виправдав його, однак він продовжував залишатися в тюрмах за винуваченням в образі величності.
Після того, як він вийшов на свободу, він емігрував спочатку Англію, а потім в США. США стали останнім притулком в його житті — йому Якобі віддав більш, ніж 60 років: пропагандував ідеї марксизму.

### Громадянська війна у США
Абраам Якобі був учасником громадянської війни в США, воював на стороні Сіверян. Після завершення війни він став професором і президентом ряду медичних закладів США.

### Останні роки життя і смерть
Помер Абраам Якобі 10 липня 1919 року в Болтон-Ландінзі.